# What Are We Waiting For
"What Are We Waiting For" é uma canção do grupo pop global Now United, lançada em 24 de julho de 2018. A canção foi disponibilizada nas plataformas digitais em 23 de setembro de 2019. Conta com os vocais de Any, Lamar, Noah e Bailey.

## Videoclipe
O videoclipe foi lançado no dia 24 de julho de 2018, e  foi gravado em Seul, Coreia do Sul. Esse foi o primeiro videoclipe sem o Representante do Reino Unido, Lamar.

## Histórico de lançamento
| Região | Data                   | Formato                    | Gravadora | Ref.  |
| ------ | ---------------------- | -------------------------- | --------- | ----- |
| Mundo  | 23 de setembro de 2019 | download digital streaming | XIX       | [ 4 ] |